# Francisco Isnardi
Francisco Isnardi fue un médico y periodista conocido por haber elaborado y firmado el Acta de la Declaración de Independencia de Venezuela. 

## Nacimiento
Buena parte de la historiografía venezolana presenta a Isnardi como nacido en 1750 en Turín, Italia.
Sin embargo, la historiadora ítalo-venezolana Marisa Vannini de Gerulewicz habría probado en 2001 que el firmante del acta era originario de Cádiz, España. En su libro titulado La verdadera historia de Francisco Isnardi, publicado en 2001, Vannini señala la existencia de tres Isnardis residentes en Venezuela para la época de la independencia. El primero era un turinés, llamado también Francisco, dueño de una finca de algodón y de una biblioteca en Güiria quien había sido acusado de conspirar contra la Corona española. El segundo Isnardi, de nombre Enrico, provenía de Provenza y fue un activista insurgente domiciliado en la Isla de Margarita. El tercer Isnardi, un gaditano llamado Francisco José Vidal Isnardi, era un graduado del Real Colegio de Medicina de Cádiz. El historiador venezolano Ramón José Velásquez, prologuista del libro de Vannini, indicó lo siguiente sobre la confusión en cuanto a la verdadera identidad de Isnardi:

"No resulta extraño que en el contexto de enfrentamientos bélicos, o de desastres colectivos a gran escala (...) dentro de una dinámica tan particularmente violenta y sin cuartel, como lo supuso la guerra emancipadora de Venezuela, se hayan generado casos de identidad confusa o dudosa.

Cabe precisar que algunos estudiosos  italianos (como Epifanio Ajello, profesor de la Universidad de Salerno ) ponen en duda lo escrito por la Vannini, afirmando que Fancesco Isnardi nació en Turin (donde hay documentos religiosos sobre su bautizo) y conocía personalmente Roscio en Caracas (con el que colaboró en la redacción  del Acta, traduciendo textos de actas italianas). 

## Llegada a Venezuela
Según la historiografía tradicional, Isnardi llegó primero a la Provincia de Trinidad, entonces perteneciente a la Capitanía General de Venezuela. En 1795, marchó a Güiria donde se hizo agricultor. El gobernador de la Provincia de Cumaná, Vicente Emparan, le encargó la elaboración de un plano de la costa. Posteriormente las autoridades españolas creyeron que Isnardi proveía de información y planos a los gobernantes británicos que estaban instalados en Trinidad. Isnardi fue detenido en 1801 y remitido a España en 1803. En 1806 fue puesto en libertad y le fueron devueltos sus bienes, con la condición de que no regresara a ninguna colonia de ultramar. A pesar de la prohibición, Isnardi se establece en Margarita en ese mismo año.
La versión dada por la historiadora Marisa Vannini indica que el Isnardi español, quien sería el auténtico firmante del acta, vino a Venezuela en 1804 por la vía de Puerto Cabello.

## Actuación en la independencia de Venezuela
En 1810 colabora junto a Andrés Bello en la redacción de la La Gazeta de Caracas. En 1811 fue redactor de El Mercurio Venezolano. En ese año es nombrado Secretario del Congreso Constituyente de Venezuela. Le correspondió también en escribir en El Publicista de Venezuela, periódico que divulgaba las sesiones del Congreso. El 7 de julio de 1811, firma el acta de la declaración de independencia que había redactado anteriormente en colaboración con el diputado Juan Germán Roscio. En diciembre de 1811, firmó la Constitución Federal.
Al caer la Primera República en 1812, fue detenido y recluido por los realistas en las bóvedas de La Guaira. Por orden de Domingo de Monteverde, fue trasladado a España con otros siete independentistas, entre ellos Juan Germán Roscio y José Cortés de Madariaga. Estuvo prisionero, primero en Cádiz, y después en el presidio de Ceuta. En 1820, es liberado luego del pronunciamiento de Riego. A partir de allí, no se saben más noticias de él.